# Fevillea trilobata
Fevillea trilobata es una especie de planta fanerógama perteneciente a la familia de las cucurbitáceas. Es originaria de Brasil donde se distribuye por la Caatinga, el Cerrado, la Mata Atlántica y el Pantanal.

## Taxonomía
Fevillea trilobata fue descrita por Carlos Linneo y publicado en Species Plantarum 2: 1014. 1753.

## Etimología
Fevillea: nombre genérico que lleva el nombre del botánico francés Louis Feuillée.
trilobata: epíteto latíno que significa "con tres lóbulos"
Sinonimia
- Fevillea albiflora Cogn.
- Fevillea albiflora var. glaziovii Cogn.
- Fevillea cordifolia Vell.
- Fevillea marcgravii Guib.
- Fevillea tomentosa Gardner
- Fevillea triangularis M.Roem.
- Hypanthera guapeva Silva Manso
- Nhandiroba albiflora (Cogn.) Kuntze
- Nhandiroba trilobata (L.) Kuntze[4]